# Rumphi
Rumphi este un oraș în Malawi. Este reședința districtului Rumphi.